# Neoleptoneta uvaldea
Neoleptoneta uvaldea là một loài nhện trong họ Leptonetidae.
Loài này thuộc chi Neoleptoneta. Neoleptoneta uvaldea được Willis J. Gertsch miêu tả năm 1974.